# The Good Provider
Pour plus de détails, voir Fiche technique et Distribution.
The Good Provider est un film muet, réalisé par Frank Borzage et sorti en 1922.

## Synopsis
Julius Binswanger, un pauvre immigrant juif, devient prospère en étant colporteur dans une petite ville américaine. Au fil des années, de grands changements ont transformé la communauté, et Binswanger est maintenant en compétition avec le commerce local. Comme sa fille Pearl est amoureuse de Max Teitlebaum, un riche new-yorkais, et que ses enfants en ont assez de vivre dans une petite ville, Binswanger est poussé par sa femme à déménager à New-York.
La vie à l'Hôtel Wellington, avec ses prix exorbitants, atterre Julius, néanmoins il rejette les idées de son fils Izzy à propos de leurs affaires. Les difficultés se multiplient et, quand Izzy demande un prêt pour reprendre le commerce avec Max, Julius annonce sa banqueroute et envisage de prendre une surdose de somnifère. Max explique à Pearl qu'il ne veut pas de sa dot et qu'il espère s'associer avec son père. Becky annonce les bonnes nouvelles à Julius, Max et Pearl sont unis, et la famille retourne à la maison.

## Fiche technique
- Titre original : The Good Provider
- Réalisation : Frank Borzage
- Scénario : John Lynch, d'après la nouvelle éponyme de Fannie Hurst
- Photographie : Chester A. Lyons
- Société de production : Cosmopolitan Productions
- Société de distribution :  Famous Players-Lasky Corporation
- Pays de production :  États-Unis
- Langue : anglais
- Format : noir et blanc - 35 mm - 1,37:1 - Muet
- Genre : mélodrame
- Durée : 80 minutes (8 bobines)
- Date de sortie :
  - États-Unis : semaine du 2 avril 1922 (première à New York)
- Licence : domaine public

## Distribution
- Vera Gordon : Becky Binswanger
- Dore Davidson : Julius Binswanger
- Miriam Battista : Pearl Binswanger, enfant
- Vivienne Osborne : Pearl Binswanger
- William Collier Jr. : Izzy Binswanger
- John Roche : Max Teitlebaum
- Ora Jones : Mme Teitlebaum
- James Devine : M. Boggs
- Blanche Craig : Mme Boggs
- Margaret Severn : la danseuse